# Thespidae
Thespidae är en familj av bönsyrsor. Thespidae ingår i ordningen Mantodea, klassen egentliga insekter, fylumet leddjur och riket djur. Enligt Catalogue of Life omfattar familjen Thespidae 202 arter. 

## Bildgalleri

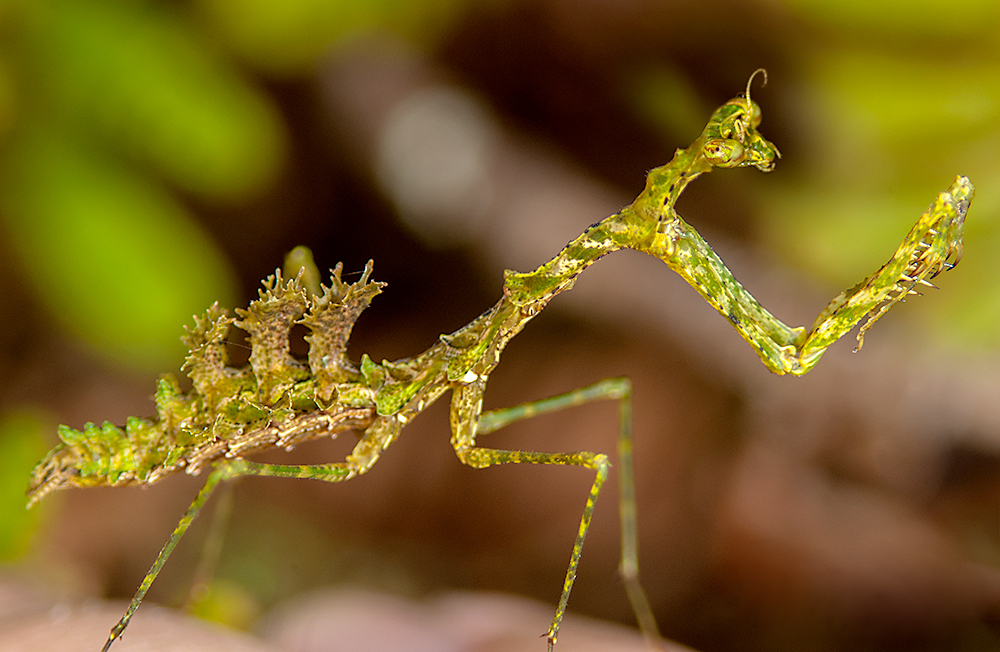
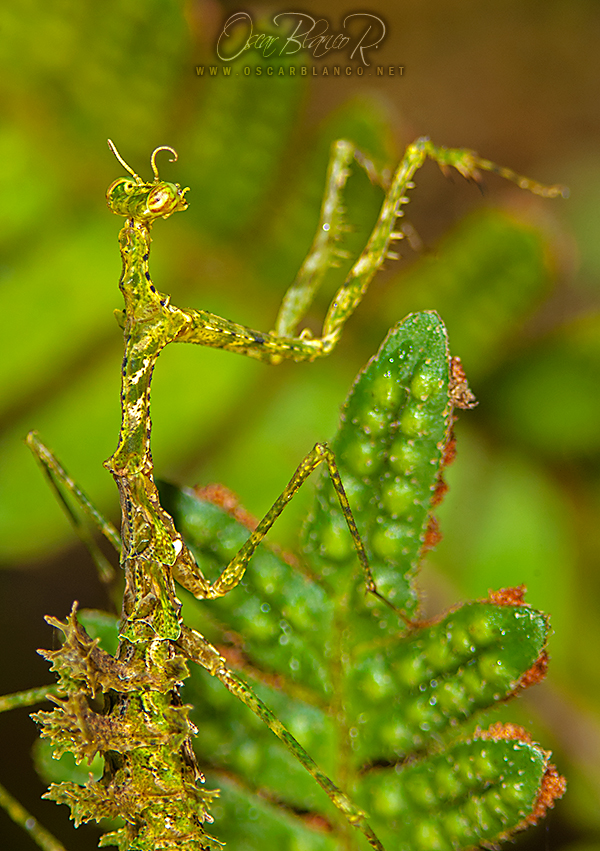
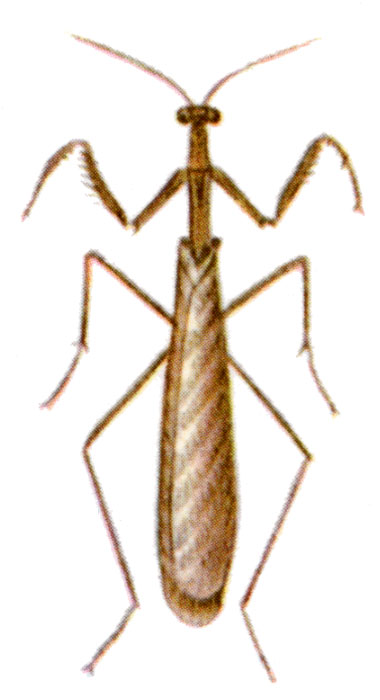
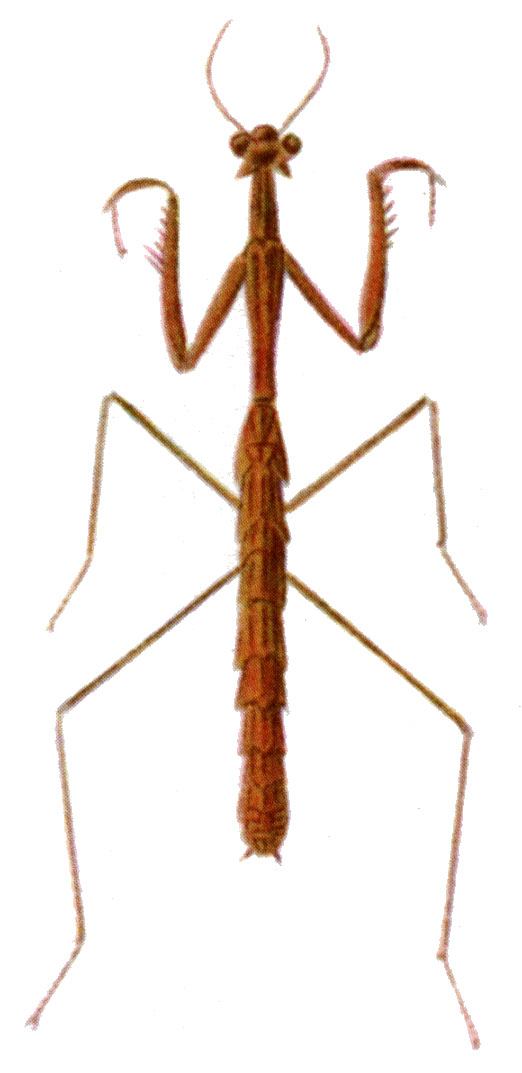

## Dottertaxa till Thespidae, i alfabetisk ordning[1]
- Anamiopteryx
- Apterocorypha
- Astape
- Bactromantis
- Bantia
- Bantiella
- Calopteromantis
- Carrikerella
- Chloromiopteryx
- Diabantia
- Emboicy
- Eumiopteryx
- Eumusonia
- Galapagia
- Haania
- Hoplocorypha
- Hoplocoryphella
- Leptomiopteryx
- Liguanea
- Macromusonia
- Mantellias
- Mantillica
- Miobantia
- Musonia
- Musoniella
- Musoniola
- Oligonicella
- Oligonyx
- Palaeothespis
- Paramusonia
- Parathespis
- Pizaia
- Pogonogaster
- Promiopteryx
- Pseudomiopteryx
- Pseudomusonia
- Pseudopogonogaster
- Pseudothespis
- Sinomiopteryx
- Thespis
- Thesprotia
- Thesprotiella
- Thrinaconyx